# Хіт (хімія)
Хіт (англ. hit) — у комбінаторній хімії — бібліотечний компонент, активність чи властивості (наприклад, здатність взаємодіяти з фармакологічно важливим протеїном) якого перевищують певний, визначений наперед, статистично значимий поріг.

## Хітовий вибух
(англ. hit explosion)
У комбінаторній хімії — процес встановлення залежностей структура-активність навколо хіта шляхом виготовлення нових бібліотек або серій аналогів з використанням відповідних будівельних блоків і/або каркасів, застосовуваних у виготовленні цього хіта.